# Schusterpalmen
Die Schusterpalmen (Aspidistra) sind eine Pflanzengattung innerhalb der Familie der Spargelgewächse (Asparagaceae). Die etwa 140 Aspidistra-Arten sind ursprünglich in Ostasien (China, östlicher Himalaya und Japan) verbreitet.

## Beschreibung

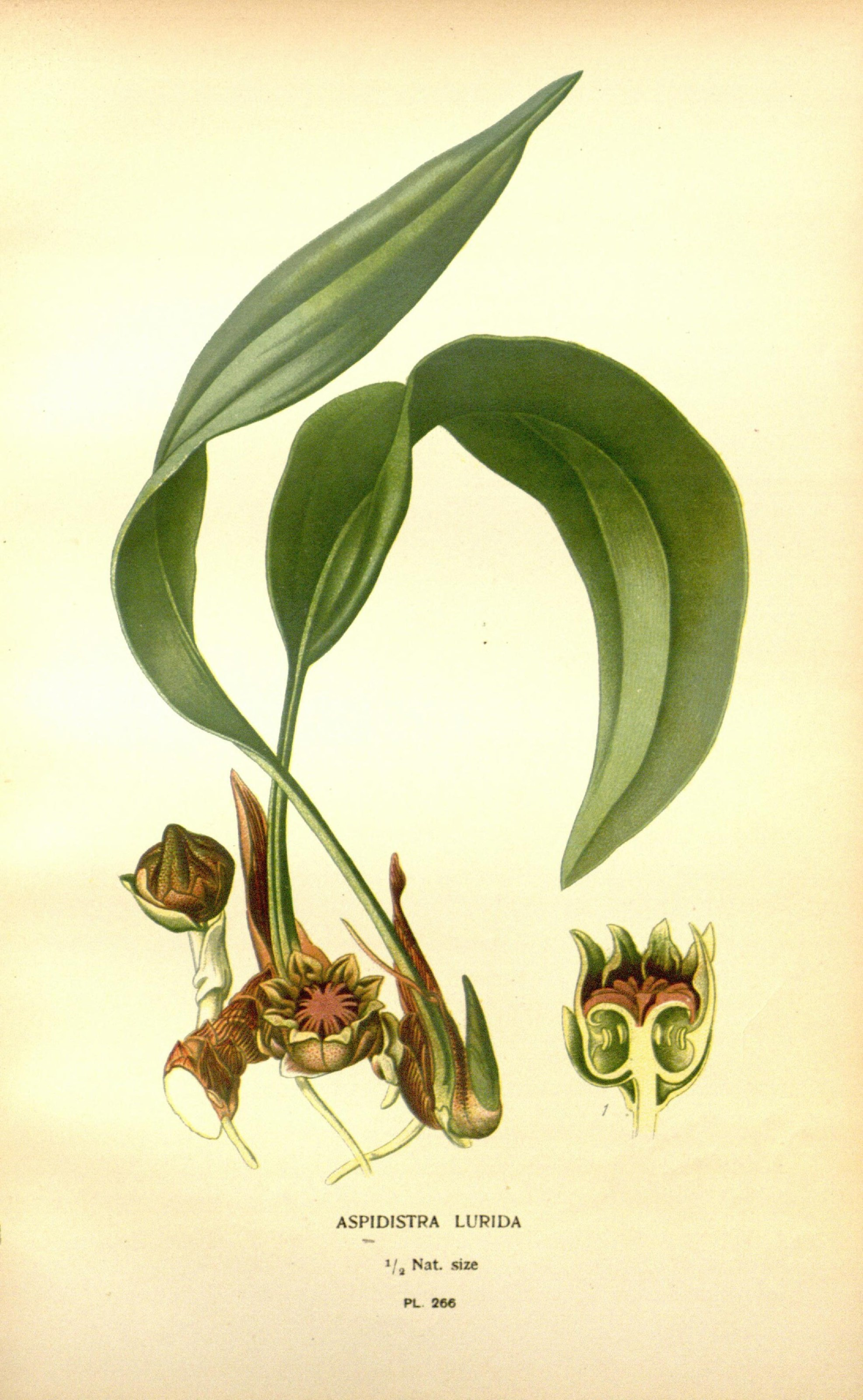
Illustration aus Favourite flowers of garden and greenhouse von Aspidistra lurida

### Vegetative Merkmale
Aspidistra-Arten wachsen meist als immergrüne, ausdauernde krautige Pflanzen. Es werden kriechende, lange Rhizome gebildet.
Die grundständigen Laubblätter stehen einzeln oder zu zweit bis viert direkt am Rhizom. Die aufrechten Laubblätter bestehen aus langem Blattstiel und einer Blattspreite. Die einfache Blattspreite besitzt viele Blattnerven.

### Generative Merkmale
Der Blütenstandsschaft ist meist sehr kurz, sodass die Blüten sich oft nur knapp über dem Boden befinden. Der Blütenstandsschaft besitzt zwei bis acht schuppige Blättchen und auf ihm stehen meist nur eine, manchmal zwei Blüten direkt über ein oder zwei Deckblättern.
Die zwittrigen Blüten sind radiärsymmetrisch. Die fleischigen Blütenhüllblätter sind glocken-, becher- oder urnenförmig verwachsen mit meist sechs oder acht (vier bis zehn) Blütenhüllblattlappen. Es sind vier bis zehn Staubblätter vorhanden, die meist im oberen Bereich der Blütenhüllblattröhre inseriert sind. Es sind höchstens sehr kurze Staubfäden vorhanden. Drei oder vier Fruchtblätter sind zu einem drei- oder vierkammerigen Fruchtknoten verwachsen. Jede Fruchtknotenkammer enthält einige Samenanlagen. Der kurze Griffel endet in einer großen, schild- oder pilzförmigen Narbe, die einen glatten oder gelappten Rand besitzt.
Die kugeligen oder eiförmig-ellipsoiden Beeren enthalten meist nur einen Samen.

## Systematik
Die Gattung Aspidistra wurde 1823 vom britischen Botaniker John Bellenden Ker-Gawler in Botanical Register - consisting of coloured ..., Volume 8, Tafel 628 aufgestellt. John Bellenden Ker-Gawler: Botanical Register - consisting of coloured ..., Volume 8, 1823, Tafel 628. Der Gattungsname Aspidistra leitet sich vom altgriechischen Wort aspidion für „kleiner Rundschild“ ab. Typusart ist Aspidistra lurida Ker Gawl. Synonyme für Aspidistra Ker Gawl. sind: Antherolophus Gagnep., Colania Gagnep., Evrardiella Gagnep., Macrogyne Link & Otto, Plectogyne Link.
Die Gattung Aspidistra gehört bei APG IV zur Unterfamilie Nolinoideae innerhalb der Familie Asparagaceae. Die Gattung Aspidistra wurde früher auch in die Familien Convallariaceae und Liliaceae eingeordnet.
Es gibt etwa 140 Aspidistra-Arten.

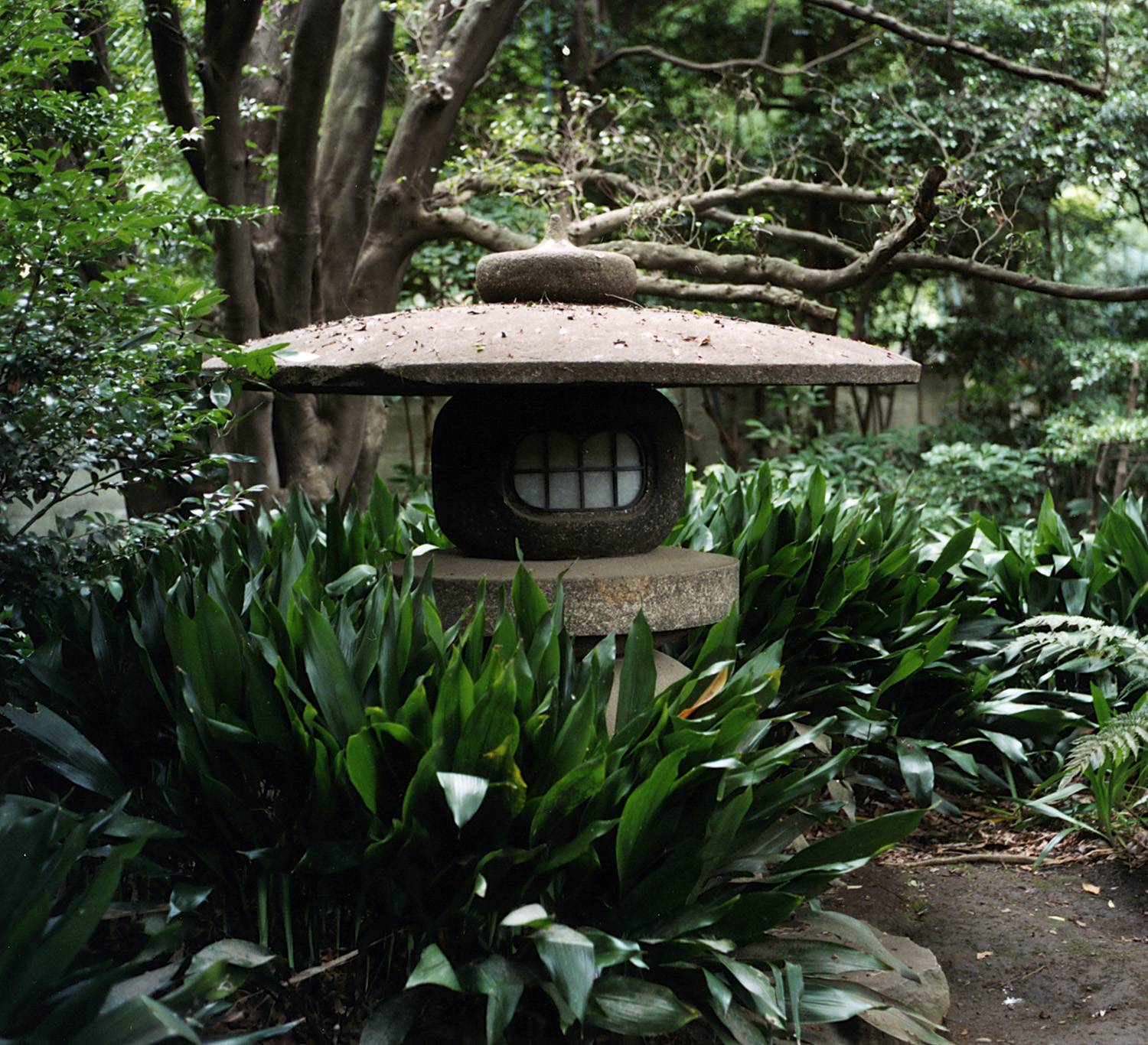
Aspidistra elatior in einem Park

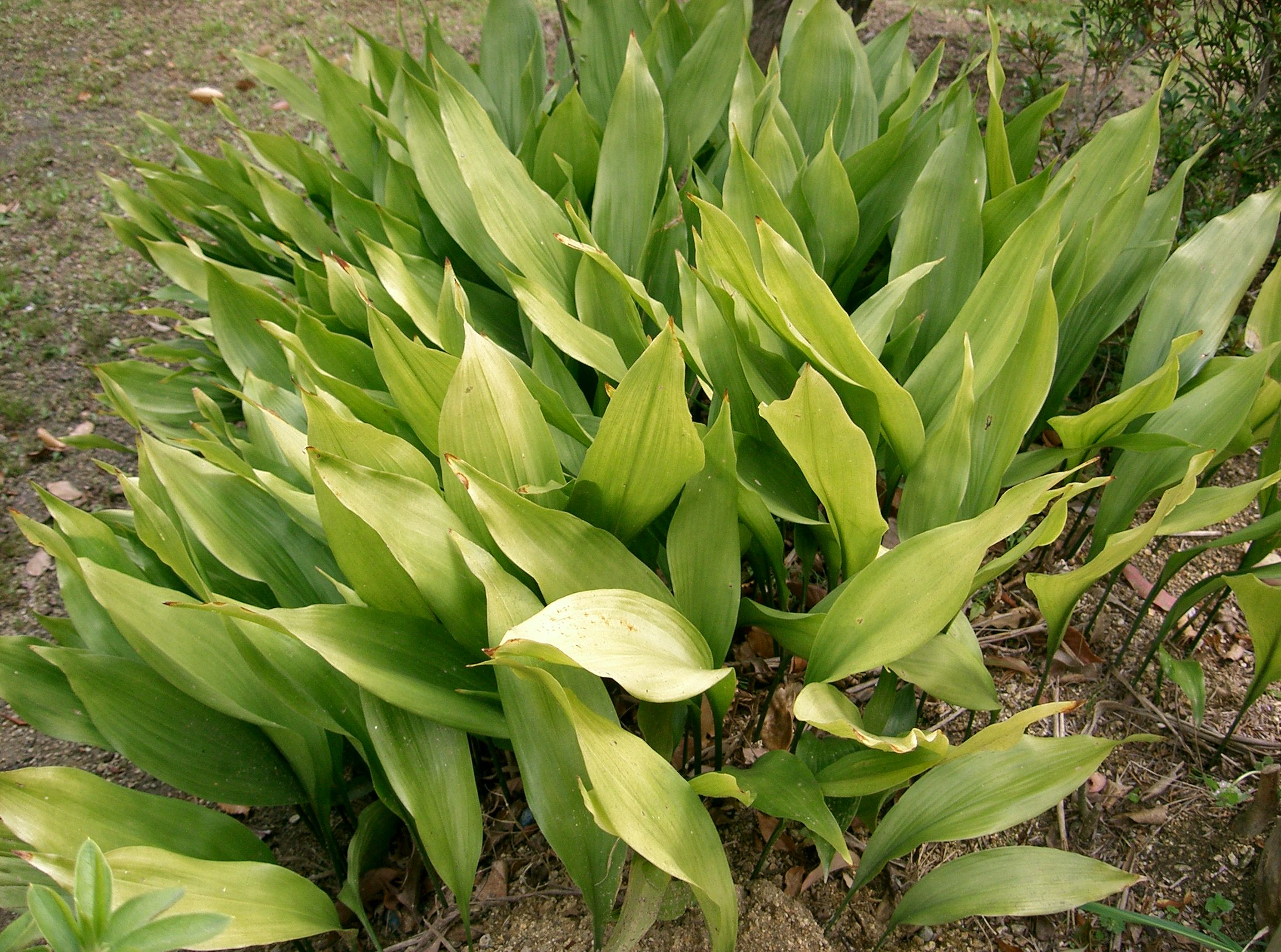
Habitus von Aspidistra elatior

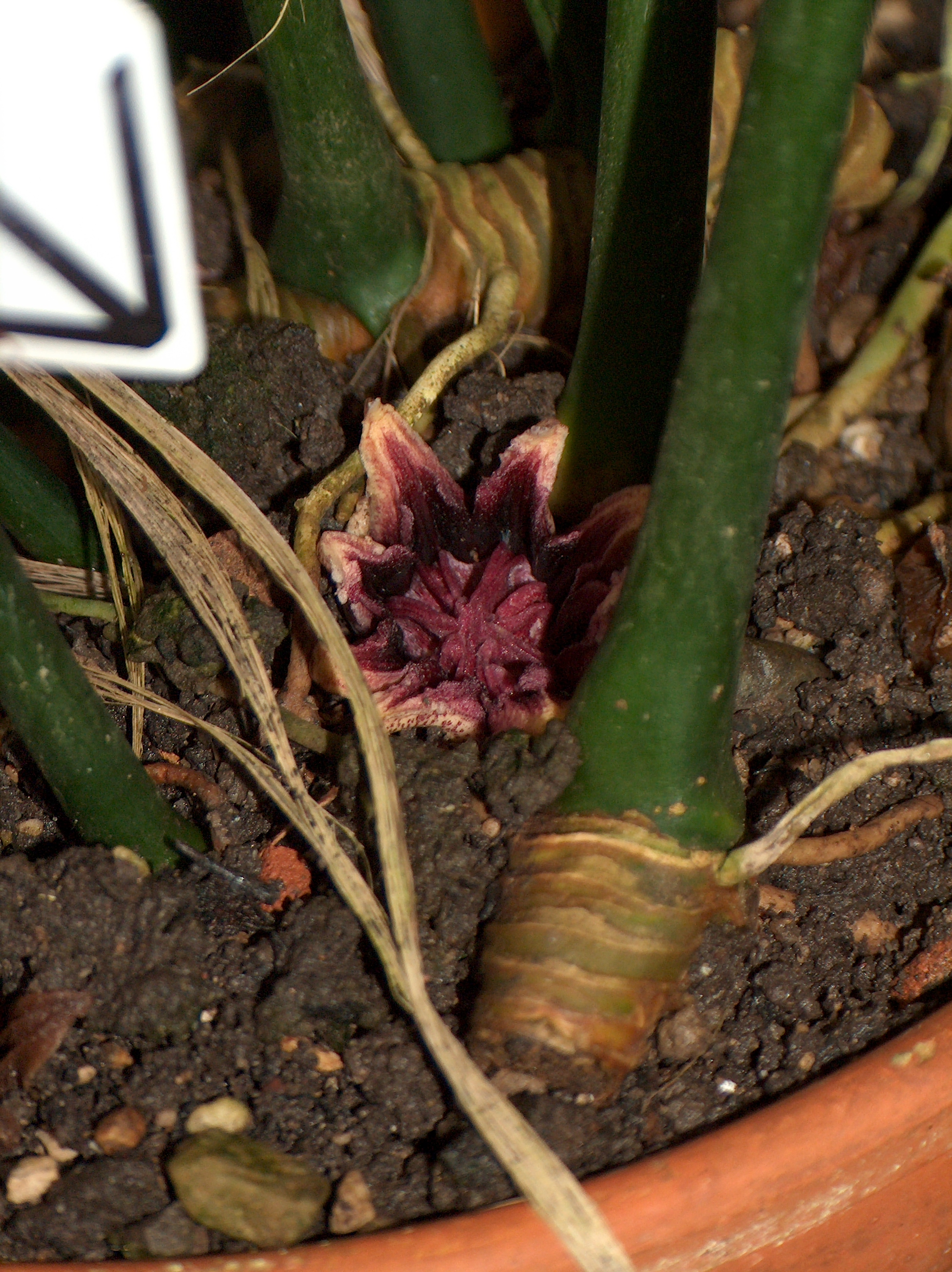
Aspidistra elatior blüht direkt über dem Boden

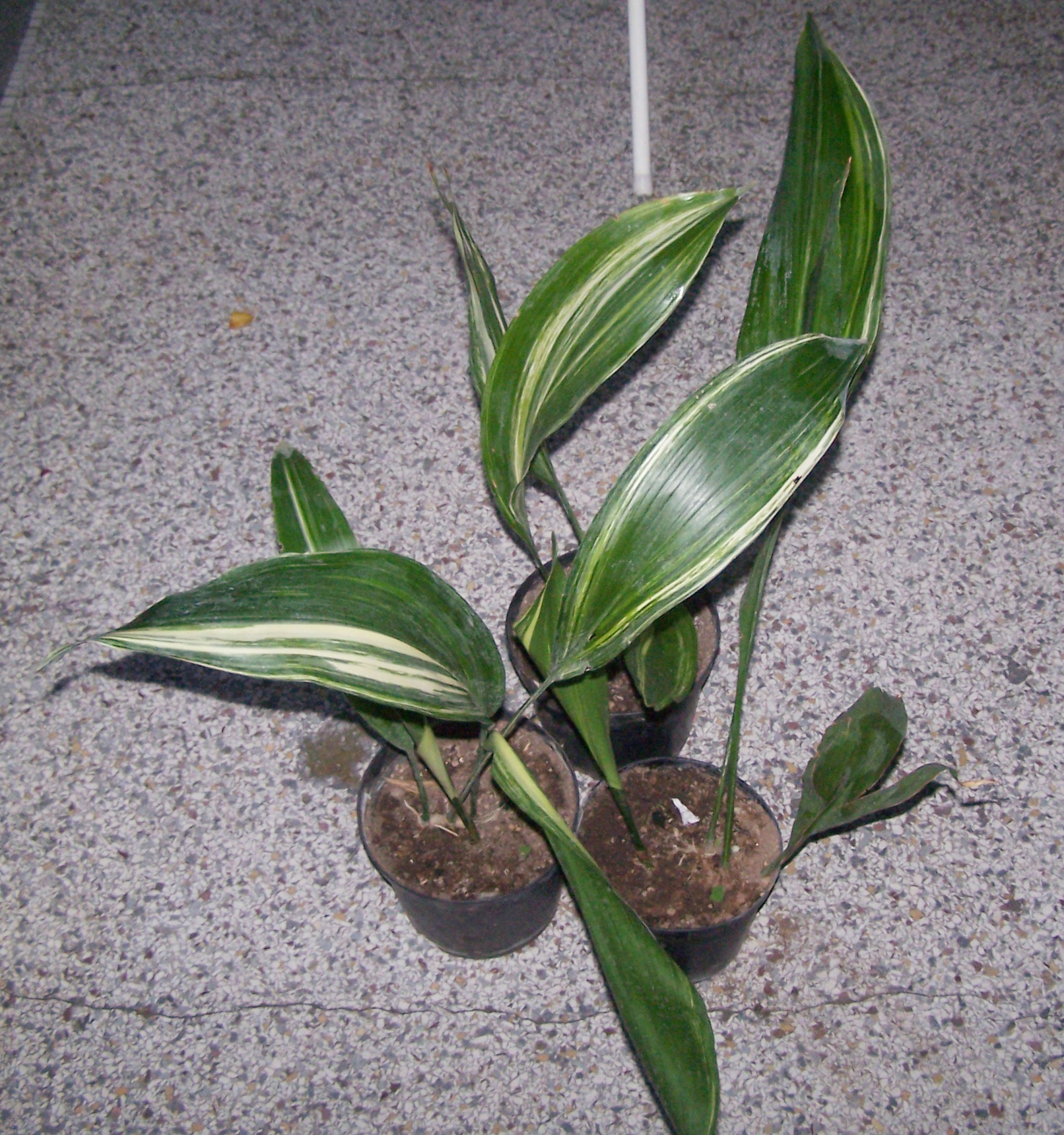
Aspidistra elatior cv. variegata, Kulturform mit panaschierten Blättern

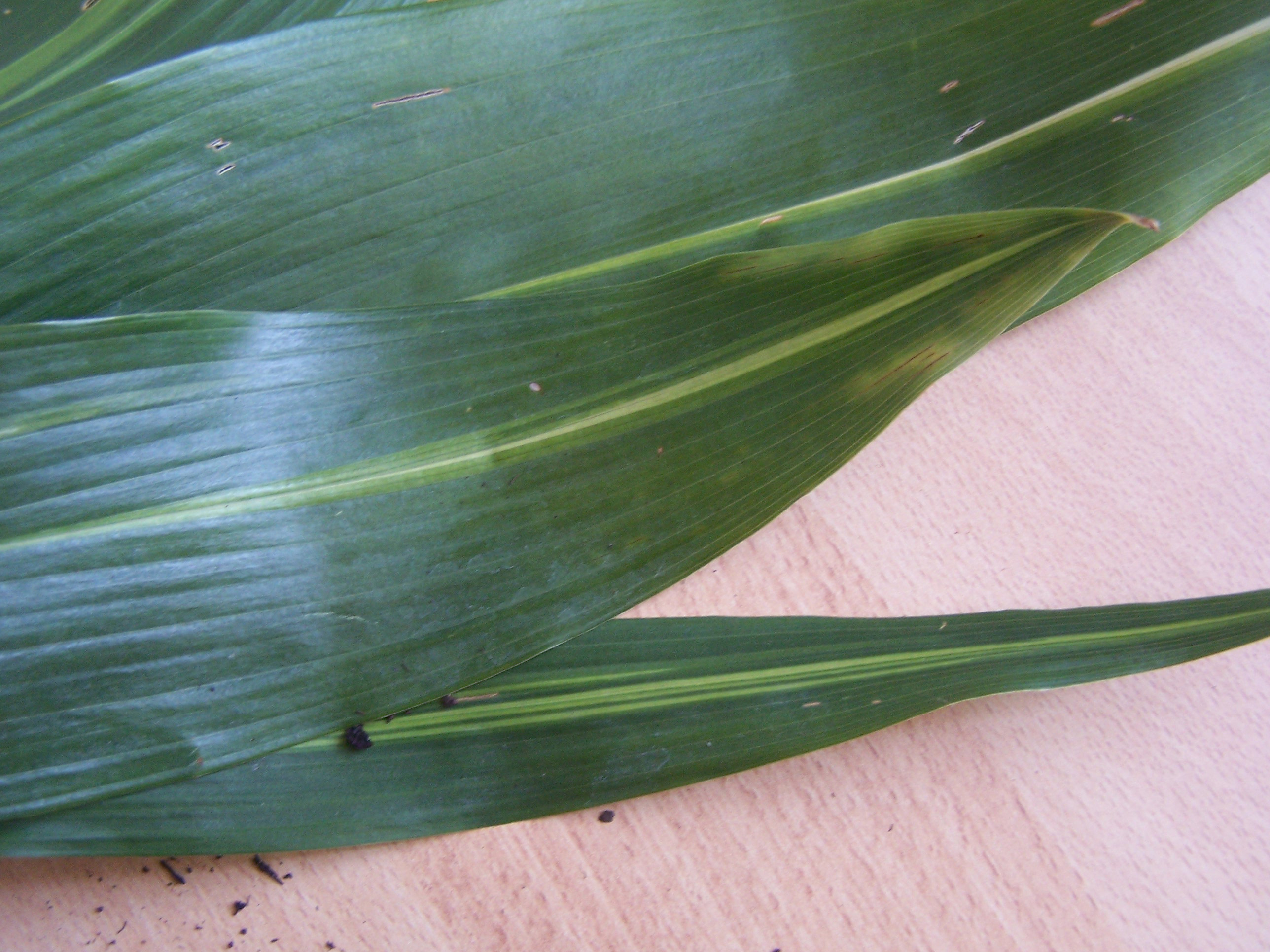
Die Blattspitzen der Kulturform Aspidistra elatior ‘Lennon's Song’

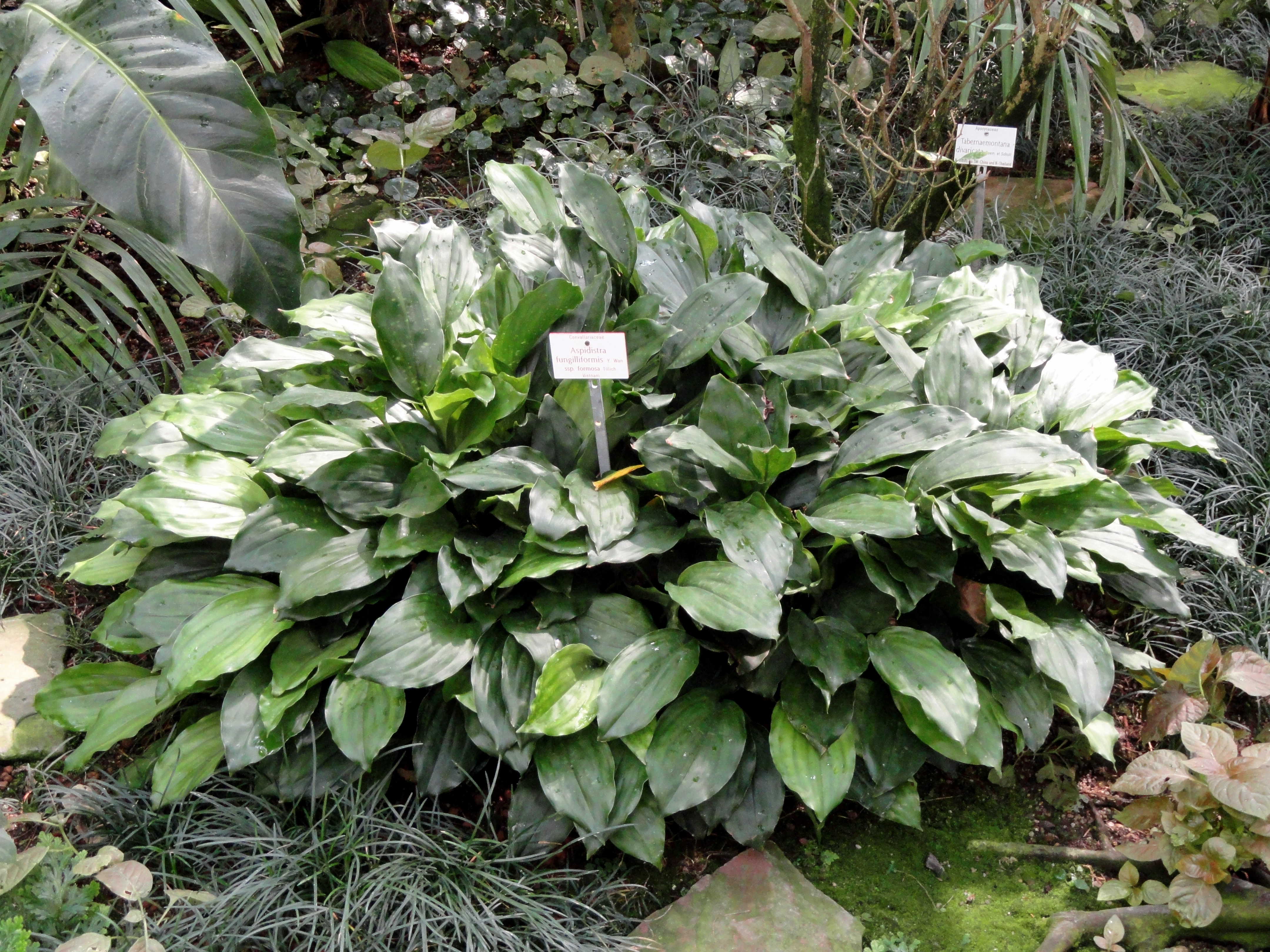
Aspidistra fungilliformis

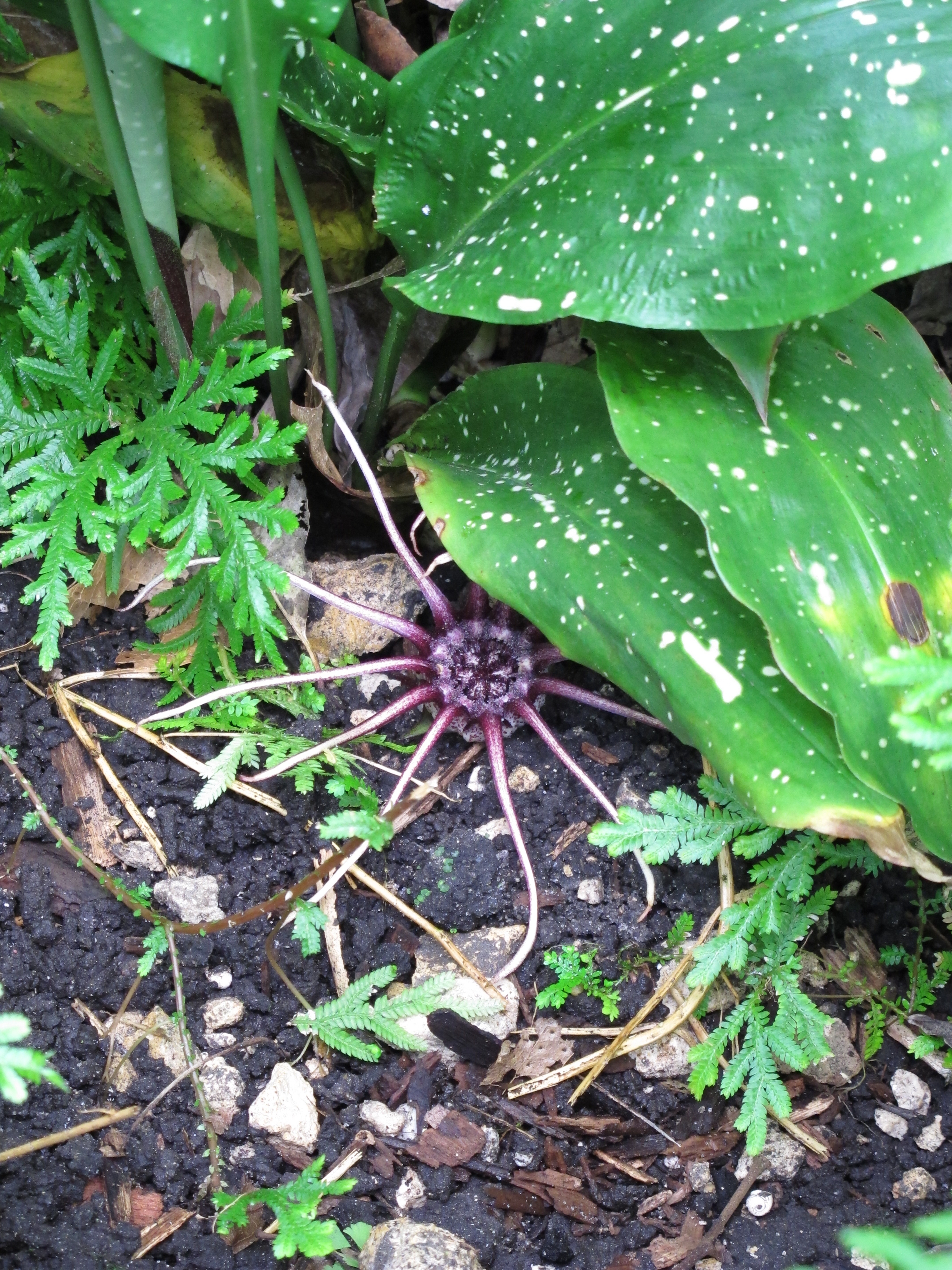
Aspidistra grandiflora blühend

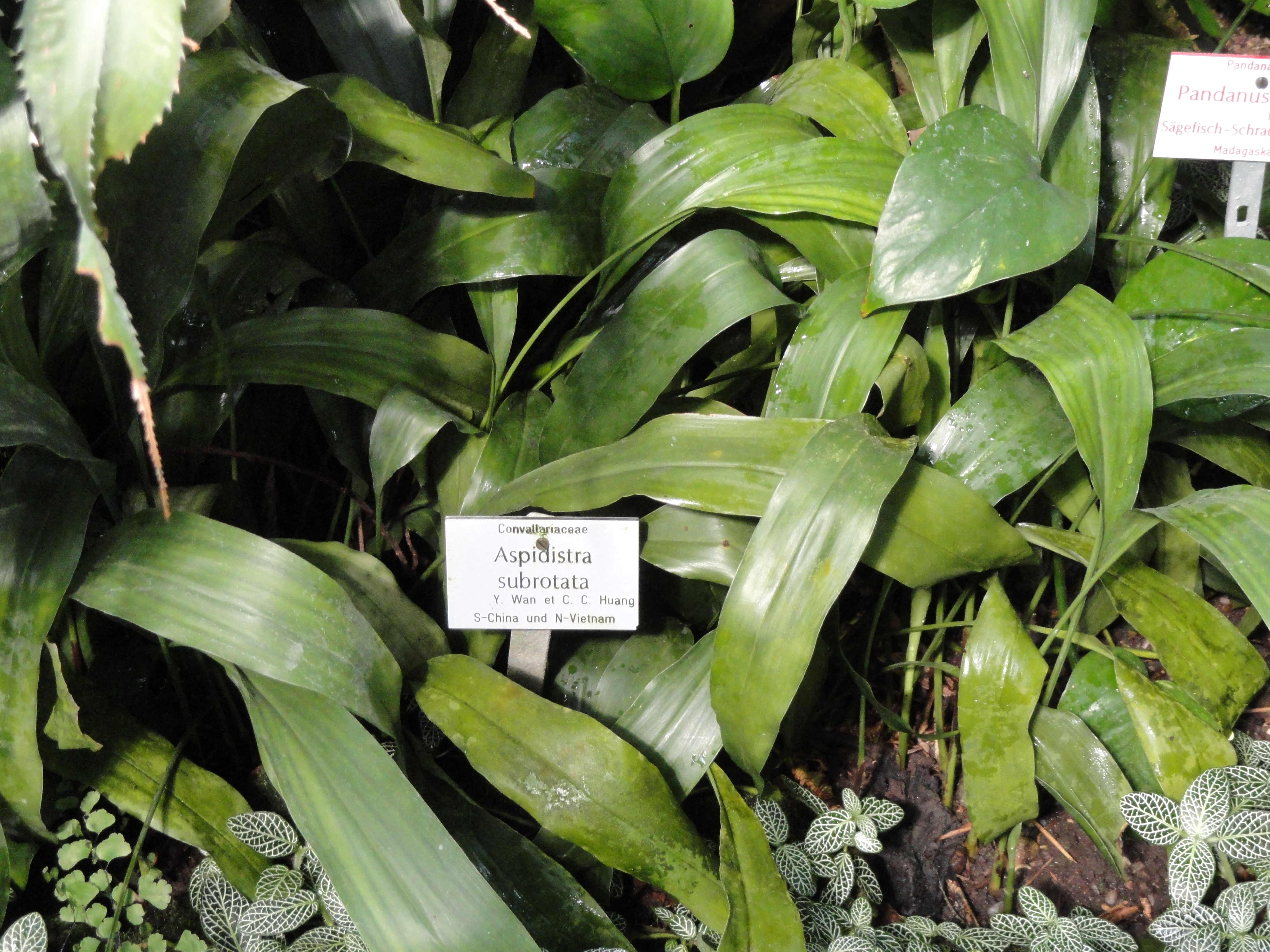
Aspidistra subrotata

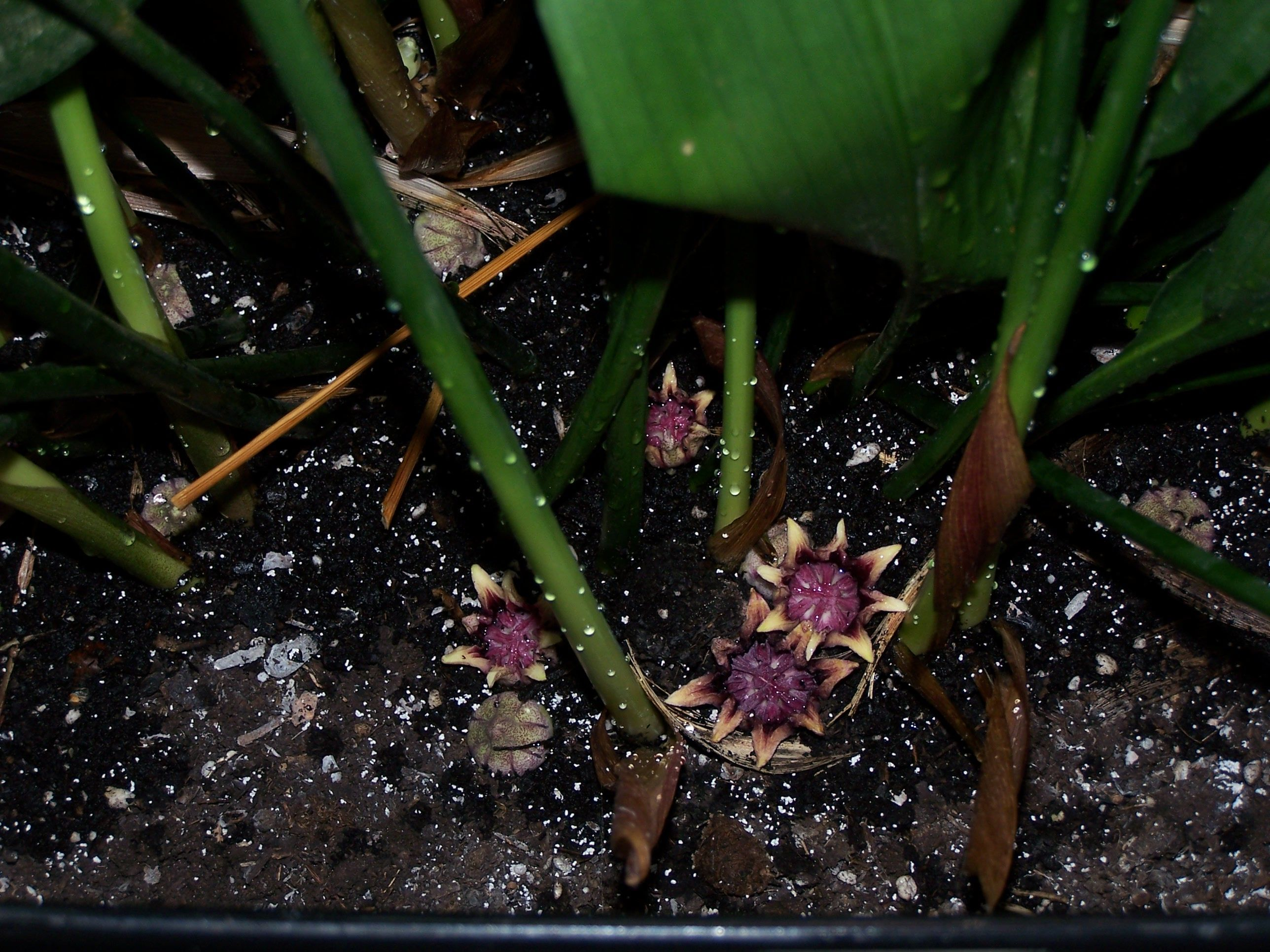
Aspidistra elatior im Topf, ca. 50 Jahre alt, mit Blüten und Knospen

- Aspidistra acetabuliformis Y.Wan & C.C.Huang: Sie wurde 1987 anhand eines kultivierten Exemplars beschrieben. Ein genauer Fundort in Guangxi ist nicht bekannt.[4]
- Aspidistra alata Tillich: Vietnam.
- Aspidistra albiflora C.R.Lin, W.B.Xu & Yan Liu: Sie wurde 2011 aus China (Guangxi) erstbeschrieben.[5][4]
- Aspidistra albopurpurea Aver. & Tillich: Sie wurde 2013 aus Vietnam erstbeschrieben.[5]
- Aspidistra alternativa D.Fang & L.Y.Yu: China (Guangxi).
- Aspidistra anomala Aver. & Tillich: Sie wurde 2016 aus Vietnam erstbeschrieben.[5]
- Aspidistra arnautovii Tillich: Mit den Varietäten:
  - Aspidistra arnautovii var. angustifolia L.Wu & Y.Feng Huang: China (Guangxi).[4]
  - Aspidistra arnautovii var. arnautovii: China (Guangxi) bis Vietnam.[4]
  - Aspidistra arnautovii var. catbaensis (Tillich) Tillich: Vietnam.[5]
- Aspidistra atrata Aver., Tillich & B.H.Quang. Sie wurde 2016 aus Vietnam erstbeschrieben.[5]
- Aspidistra atroviolacea Tillich: Es gibt vielleicht zwei Varietäten in Vietnam.[5]
- Aspidistra attenuata Hayata, (Syn.: Aspidistra elatior var. attenuata (Hayata) S.S.Ying): Zentrales und südliches Taiwan.[4]
- Aspidistra australis S.Z.He & W.F.Xu: Sie wurde 2013 aus China (Guizhou) erstbeschrieben.[5]
- Aspidistra austrosinensis Y.Wan & C.C.Huang: China (Guangxi).[4]
- Aspidistra austroyunnanensis G.W.Hu, Lei Cai & Q.F.Wang: Sie wurde 2018 aus Yunnan erstbeschrieben.[5]
- Aspidistra averyanovii N.S.Lý & Tillich: Sie wurde 2016 aus dem zentralen Vietnam erstbeschrieben.[5]
- Aspidistra babensis K.S.Nguyen, Aver. & Tillich: Sie wurde 2019 aus Vietnam erstbeschrieben.[5]
- Aspidistra bamaensis C.R.Lin, Y.Y.Liang & Yan Liu: China (Guangxi).[4]
- Aspidistra basalis Tillich: Sie wurde 2012 aus Jiangsu erstbeschrieben.[5]
- Aspidistra bella Aver., Tillich & K.S.Nguyen: Sie wurde 2018 aus Vietnam erstbeschrieben.[5]
- Aspidistra bicolor Tillich: Vietnam.[5]
- Aspidistra bogneri Tillich: Yunnan bis Vietnam.[4]
- Aspidistra brachypetala C.R.Lin & B.Pan: Sie wurde 2020 aus Guangxi erstbeschrieben.[5]
- Aspidistra brachystyla Aver. & Tillich: Vietnam.[5]
- Aspidistra cadamensis N.S.Lý & Tillich: Sie wurde 2017 aus dem zentralen Vietnam erstbeschrieben.[5]
- Aspidistra caespitosa C.Pei: Sichuan.[4]
- Aspidistra campanulata Tillich: Vietnam.[5]
- Aspidistra carinata Y.Wan & X.H.Lu: Nördliches Guangxi.[4]
- Aspidistra carnosa Tillich: Vietnam.[5]
- Aspidistra cavicola D.Fang & K.C.Yen: Nordwestliches Guangxi.[4]
- Aspidistra cerina G.Z.Li & S.C.Tang: Guangxi.[4]
- Aspidistra chishuiensis S.Z.He & W.F.Xu: Guizhou.[4]
- Aspidistra chongzuoensis C.R.Lin & Y.S.Huang: Sie wurde 2015 aus Guangxi erstbeschrieben.[5]
- Aspidistra chunxiuensis C.R.Lin & Yan Liu: Sie wurde 2015 aus Guangxi erstbeschrieben.[5]
- Aspidistra clausa Vislobokov: Sie wurde 2015 aus Vietnam erstbeschrieben.[5]
- Aspidistra claviformis Y.Wan: Westliches Guangxi.[4]
- Aspidistra cleistantha D.X.Nong & H.Z.Lü: Sie wurde 2018 aus Guangxi erstbeschrieben.[5]
- Aspidistra coccigera Aver. & Tillich: Sie wurde 2012 aus Vietnam erstbeschrieben.[5]
- Aspidistra columellaris Tillich: Sie wurde 2012 aus China erstbeschrieben.[5]
- Aspidistra connata Tillich: Es gibt seit 2014 zwei Varietäten:
  - Aspidistra connata var. connata: Guangxi bis Vietnam.
  - Aspidistra connata var. radiata Tillich & Škornick.: Sie wurde 2014 aus Vietnam erstbeschrieben.[5]
- Aspidistra corniculata Vislobokov: Sie wurde 2019 aus Vietnam erstbeschrieben.[5]
- Aspidistra crassifila Yan Liu & C.I Peng: Sie wurde 2013 aus Guangxi erstbeschrieben.[5]
- Aspidistra cruciformis Y.Wan & X.H.Lu: Nordwestliches Guangxi.[4]
- Aspidistra cryptantha Tillich: Vietnam.[5]
- Aspidistra cyathiflora Y.Wan & C.C.Huang: Es gibt seit 2018 zwei Unterarten:
  - Aspidistra cyathiflora subsp. bifolia (Aver., Tillich & K.S.Nguyen) Tillich & Aver.: Sie wurde 2018 aus Vietnam erstbeschrieben.[5]
  - Aspidistra cyathiflora subsp. cyathiflora: Guangxi.[4]
- Aspidistra cylindrica Vislobokov & Nuraliev: Sie wurde 2016 aus Vietnam erstbeschrieben.[5]
- Aspidistra daibuensis Hayata: Südöstliches bis südliches Taiwan.[4]
- Aspidistra daxinensis M.F.Hou & Yan Liu: Sie wurde 2009 aus Guangxi erstbeschrieben.[4]
- Aspidistra deflexa Aver., Tillich & V.T.Pham: Sie wurde 2018 erstbeschrieben und ist bisher nur aus der vietnamesischen Provinz Khanh Hoa bekannt.[6]
- Aspidistra dodecandra (Gagnep.) Tillich: Südliches Vietnam.[5]
- Aspidistra dolichanthera X.X.Chen: Südwestliches Guangxi.[4]
- Aspidistra ebianensis K.Y.Lang & Z.Y.Zhu: Sichuan.[4]
- Aspidistra elatior Blume:[4] Mit den Unterarten:
  - Aspidistra elatior subsp. elatior: Japan.
  - Aspidistra elatior subsp. cephalostigma N.Tanaka: Sie wurde 2016 aus dem südlichen Kyushu erstbeschrieben.[5]
- Aspidistra elegans Aver. & Tillich: Sie wurde 2016 aus Laos erstbeschrieben.[5]
- Aspidistra erecta Yan Liu & C.I Peng: Guangxi.[4]
- Aspidistra erosa Aver., Tillich, T.A.Le & K.S.Nguyen: Sie wurde 2019 aus Vietnam erstbeschrieben.[5]
- Aspidistra erythrocephala C.R.Lin & Y.Y.Liang: Sie wurde 2016 aus Guangxi erstbeschrieben.[5]
- Aspidistra extrorsa C.R.Lin & D.X.Nong: Sie wurde 2018 aus Guangxi erstbeschrieben.[5]
- Aspidistra fasciaria G.Z.Li: Guangxi.[4]
- Aspidistra fenghuangensis K.Y.Lang: Westliches Hunan.[4]
- Aspidistra fimbriata F.T.Wang & K.Y.Lang: Südöstliches China und Hainan.[5][4]
- Aspidistra flaviflora K.Y.Lang & Z.Y.Zhu: Südlich-zentrales Sichuan.[4]
- Aspidistra foliosa Tillich: Vietnam.[5]
- Aspidistra fungilliformis Y.Wan: Westliches Guangxi.[5] Es gibt etwa zwei Unterarten:
  - Aspidistra fungilliformis subsp. formosa Tillich
  - Aspidistra fungilliformis subsp. fungilliformis[4]
- Aspidistra geastrum Tillich: Vietnam.[5]
- Aspidistra glandulosa (Gagnep.) Tillich: Laos.[5]
- Aspidistra globosa Vislobokov & Nuraliev: Sie wurde 2016 aus dem südlichen Vietnam erstbeschrieben.[5]
- Aspidistra gracilis Tillich: Sie wurde 2012 aus Hongkong erstbeschrieben.[5]
- Aspidistra graminifolia Aver. & Tillich: Sie wurde 2016 aus Vietnam erstbeschrieben.[5]
- Aspidistra grandiflora Tillich: Vietnam.[5]
- Aspidistra guangxiensis S.C.Tang & Yan Liu: Guangxi.[5]
- Aspidistra guizhouensis S.Z.He & W.F.Xu: Sie wurde 2015 aus Guizhou erstbeschrieben.[4]
- Aspidistra hekouensis H.Li, C.L.Long & Bogner: Südöstliches Yunnan.[4]
- Aspidistra heterocarpa Aver., Tillich & V.T.Pham: Sie wurde 2015 mit zwei Varietäten erstbeschrieben:
  - Aspidistra heterocarpa Aver., Tillich & V.T.Pham var. heterocarpa: Sie wurde 2018 erstbeschrieben und ist bisher nur aus der vietnamesischen Provinz Thừa Thiên Huế bekannt.[6]
  - Aspidistra heterocarpa Aver., Tillich & V.T.Pham var. echinata Aver., Tillich & T.A.Le: Sie wurde 2018 erstbeschrieben und ist bisher nur aus der vietnamesischen Provinz Thừa Thiên Huế bekannt.[6]
- Aspidistra hezhouensis Q.Gao & Yan Liu: Sie wurde 2011 aus Guizhou erstbeschrieben.[4]
- Aspidistra huanjiangensis G.Z.Li & Y.G.Wei: Guangxi.[4]
- Aspidistra insularis Tillich
- Aspidistra jiangjinensis S.R.Yi & C.R.Lin: Sie wurde 2020 aus Chongqing erstbeschrieben.[5]
- Aspidistra jiewhoei Tillich & Škornick.: Sie wurde 2013 aus Vietnam erstbeschrieben.[5]
- Aspidistra jingxiensis Yan Liu & C.R.Lin: Sie wurde 2012 aus Guangxi erstbeschrieben.[4]
- Aspidistra khangii Aver. & Tillich: Sie wurde 2013 aus Laos erstbeschrieben.[5]
- Aspidistra laongamensis C.R.Lin & X.Y.Huang: Sie wurde 2018 aus Laos erstbeschrieben.[5]
- Aspidistra laotica Aver. & Tillich: Sie wurde 2014 aus Laos erstbeschrieben.[5]
- Aspidistra lateralis Tillich: Vietnam.[5]
- Aspidistra leshanensis K.Y.Lang & Z.Y.Zhu: Südlich-zentrales Sichuan.[4]
- Aspidistra letreae Aver., Tillich & T.A.Le: Sie wurde 2017 aus Vietnam erstbeschrieben.[5]
- Aspidistra leucographa C.R.Lin & C.Y.Zou: Sie wurde 2017 aus Guizhou erstbeschrieben.[5]
- Aspidistra leyeensis Y.Wan & C.C.Huang: Nordwestliches Guangxi.[4]
- Aspidistra liboensis S.Z.He & W.F.Xu: Sie wurde 2011 aus Guizhou erstbeschrieben.[4]
- Aspidistra linearifolia Y.Wan & C.C.Huang: Westliches Guangxi.[4]
- Aspidistra lingchuanensis C.R.Lin & L.F.Guo: Sie wurde 2015 aus Guangxi erstbeschrieben.[5]
- Aspidistra lingyunensis C.R.Lin & L.F.Guo: Sie wurde 2013 aus Guangxi erstbeschrieben.[5]
- Aspidistra lobata Tillich: Sichuan.[5]
- Aspidistra locii Arnautov & Bogner: Vietnam.[5]
- Aspidistra longanensis Y.Wan: Westlich-zentrales Guangxi.[5]
- Aspidistra longgangensis C.R.Lin, Y.S.Huang & Yan Liu: Sie wurde 2013 aus Guangxi erstbeschrieben.[4]
- Aspidistra longiconnectiva C.T.Lu, K.C.Chuang & J.C.Wang: Sie wurde 2020 aus Taiwan erstbeschrieben.[5]
- Aspidistra longifolia Hook. f. (Syn.: Aspidistra hainanensis W.Y.Chun & F.C.How, Aspidistra larutensis W.J.de Wilde & A.Vogel, Aspidistra yingjiangensis L.J.Peng): Sie kommt vom östlichen Himalaja bis ins südliche China und zur nördlichen Malaiischen Halbinsel vor.[5]
- Aspidistra longiloba G.Z.Li: Guangxi.[4]
- Aspidistra longipedunculata D.Fang: Südwestliches Guangxi.[4]
- Aspidistra longipetala S.Z.Huang: Zentrales Guangxi.[4]
- Aspidistra longituba Yan Liu & C.R.Lin: Sie wurde 2011 aus Guangxi erstbeschrieben.[4]
- Aspidistra longshengensis C.R.Lin & W.B.Xu: Sie wurde 2015 aus Guangxi erstbeschrieben.[5]
- Aspidistra lubae Aver. & Tillich: Sie wurde 2013 in zwei Varietäten aus Vietnam erstbeschrieben:
  - Aspidistra lubae var. lancifolia Aver. & Tillich
  - Aspidistra lubae var. lubae
- Aspidistra luochengensis B.Pan & C.R.Lin: Sie wurde 2019 aus Guangxi erstbeschrieben.[5]
- Aspidistra luodianensis D.D.Tao: Südliches Guizhou, nordwestliches Guangxi.[4]
- Aspidistra lurida Ker Gawl.: Guangdong, nördlich-zentrales Guangxi, südlich-zentrales Guizhou.[4]
- Aspidistra lutea Tillich: Guangxi bis Vietnam.[5]
- Aspidistra maguanensis S.Z.He & D.H.Lv: Sie wurde 2017 aus Yunnan erstbeschrieben.[5]
- Aspidistra marasmioides Tillich: Vietnam.[5]
- Aspidistra marginella D.Fang & L.Zeng: Südwestliches Guangxi.[4]
- Aspidistra medusa Aver., K.S.Nguyen & Tillich: Sie wurde 2019 aus Laos erstbeschrieben.[5]
- Aspidistra micrantha Vislobokov & Nuraliev: Sie wurde 2019 aus Vietnam erstbeschrieben.[5]
- Aspidistra minor Vislobokov, Nuraliev & M.S.Romanov: Sie wurde 2019 aus Vietnam erstbeschrieben.[5]
- Aspidistra minutiflora Stapf: Südöstliches China bis Hainan.[5]
- Aspidistra mirostigma Tillich & Škornick.: Sie wurde 2014 aus Vietnam erstbeschrieben.[5]
- Aspidistra molendinacea G.Z.Li & S.C.Tang: Guangxi.[4]
- Aspidistra multiflora Aver. & Tillich: Sie wurde 2014 aus Vietnam erstbeschrieben.[5]
- Aspidistra muricata F.C.How: Guangxi.[4]
- Aspidistra mushaensis Hayata: Zentrales Taiwan.[4]
- Aspidistra nanchuanensis Tillich: Sichuan.[5]
- Aspidistra nankunshanensis Yan Liu & C.R.Lin: Sie wurde 2013 aus Guangdong erstbeschrieben.[5]
- Aspidistra neglecta Aver., Tillich & K.S.Nguyen: Sie wurde 2017 aus Vietnam erstbeschrieben.[5]
- Aspidistra nigra Aver., Tillich & K.S.Nguyen: Sie wurde 2018 erstbeschrieben und ist bisher nur aus der vietnamesischen Provinz Tuyên Quang bekannt.[6]
- Aspidistra nikolaii Aver. & Tillich: Vietnam.[5]
- Aspidistra nutans Aver. & Tillich: Sie wurde 2016 erstbeschrieben und kommt von Yunnan bis zum nordwestlichen Vietnam vor.[5]
- Aspidistra obconica C.R.Lin & Yan Liu: Guangxi.[4]
- Aspidistra oblanceifolia F.T.Wang & K.Y.Lang: Sichuan, westliches Hubei, südliches Guizhou.[4]
- Aspidistra obliquipeltata D.Fang & L.Y.Yu: Guangxi.[5]
- Aspidistra oblongifolia F.T.Wang & K.Y.Lang: Nördliches Guangxi.[4]
- Aspidistra obtusata Vislobokov: Sie wurde 2016 aus Vietnam erstbeschrieben.[5]
- Aspidistra omeiensis Z.Y.Zhu & J.L.Zhang: Sichuan.[4]
- Aspidistra opaca Tillich: Es gibt seit 2014 zwei Varietäten:
  - Aspidistra opaca var. opaca: Vietnam.
  - Aspidistra opaca var. rugosa Tillich: Vietnam.[5]
- Aspidistra ovatifolia Yan Liu & C.R.Lin: Sie wurde 2014 aus Guangxi erstbeschrieben.[5]
- Aspidistra oviflora Aver. & Tillich: Sie wurde 2014 aus Vietnam erstbeschrieben.[5]
- Aspidistra papillata G.Z.Li: Guangxi.[4]
- Aspidistra patentiloba Y.Wan & X.H.Lu: Zentrales Guangxi.[4]
- Aspidistra paucitepala Vislobokov, Nuraliev & D.D.Sokoloff: Sie wurde 2014 erstbeschrieben und kommt in zwei Unterarten in Vietnam vor.[5]
- Aspidistra petiolata Tillich: Vietnam.[5]
- Aspidistra phanluongii Vislobokov: Sie wurde 2012 aus Vietnam erstbeschrieben.[5]
- Aspidistra pileata D.Fang & L.Y.Yu: Guangxi.[5]
- Aspidistra pingfaensis S.Z.He & Q.W.Sun: Sie wurde 2014 aus Guizhou erstbeschrieben.[5]
- Aspidistra pingtangensis S.Z.He, W.F.Xu & Q.W.Sun: Sie wurde 2011 aus Guizhou erstbeschrieben.[4]
- Aspidistra pulchella B.M.Wang & Yan Liu: Sie wurde 2019 aus Guangxi erstbeschrieben.[5]
- Aspidistra punctata Lindl.: Guangdong und Hongkong.[4]
- Aspidistra punctatoides Yan Liu & C.R.Lin: Sie wurde 2011 aus Guangxi erstbeschrieben.[4]
- Aspidistra purpureomaculata H.C.Xi, J.T.Yin & W.G.Wang: Sie wurde 2020 aus Laos erstbeschrieben.[5]
- Aspidistra qijiangensis S.Z.He & X.Y.Luo: Sie wurde 2018 aus Chongqing erstbeschrieben.[5]
- Aspidistra quadripartita G.Z.Li & S.C.Tang: Guangxi.[4]
- Aspidistra quangngaiensis N.S.Lý, Haev. & Tillich: Sie wurde 2017 aus Vietnam erstbeschrieben.[5]
- Aspidistra radiata G.W.Hu & Q.F.Wang: Sie wurde 2016 aus Yunnan erstbeschrieben.[5]
- Aspidistra recondita Tillich
- Aspidistra renatae Bräuchler
- Aspidistra retusa K.Y.Lang & S.Z.Huang[4]
- Aspidistra saxicola Y.Wan[4]
- Aspidistra semiaperta Aver. & Tillich
- Aspidistra sessiliflora Aver. & Tillich: Sie wurde 2018 aus der chinesischen Provinz Sichuan erstbeschrieben.[6]
- Aspidistra sichuanensis K.Y.Lang & Z.Y.Zhu[4]
- Aspidistra sinuata Aver. & Tillich: Sie wurde 2018 erstbeschrieben und ist bisher nur aus der vietnamesischen Provinz Cao Bằng bekannt.[6]
- Aspidistra spinula S.Z.He[4]
- Aspidistra stellata Aver. & Tillich
- Aspidistra stenophylla C.R.Lin & R.C.Hu
- Aspidistra stricta Tillich
- Aspidistra subrotata Y.Wan & C.C.Huang: Es gibt seit 2010 drei Varietäten:
  - Aspidistra subrotata var. angustifolia Phonsena
  - Aspidistra subrotata var. crassinervis (Tillich) Phonsena
  - Aspidistra subrotata var. subrotata[4]
- Aspidistra superba Tillich
- Aspidistra sutepensis K.Larsen
- Aspidistra tenuifolia C.R.Lin & J.C.Yang
- Aspidistra tillichiana O.Colin
- Aspidistra tonkinensis (Gagnep.) F.T.Wang & K.Y.Lang: Es gibt seit 2018 zwei Varietäten:
  - Aspidistra tonkinensis (Gagnep.) F.T.Wang & K.Y.Lang tonkinensis: Sie kommt im nördlichen Vietnam und in den chinesischen Provinzen nordwestliches Guangxi (nur im Tian’e Xian), südliches Guizhou (nur im Luodian Xian), südöstliches Yunnan (nur im Pingbian Miao Zu Zizhixian) vor.[4]
  - Aspidistra tonkinensis var. compacta Aver. & Tillich: Sie wurde 2018 aus Vietnam erstbeschrieben.[6]
- Aspidistra triloba F.T.Wang & K.Y.Lang[4]
- Aspidistra triradiata Vislobokov
- Aspidistra truongii Aver. & Tillich
- Aspidistra tubiflora Tillich
- Aspidistra typica Baill.[4]
- Aspidistra umbrosa Tillich
- Aspidistra urceolata F.T.Wang & K.Y.Lang[4]
- Aspidistra ventricosa Tillich & Škornick.
- Aspidistra vietnamensis (Aver. & Tillich) Aver. & Tillich (Syn.: Aspidistra elatior var. vietnamensis Averyanov & Tillich): Sie hat seit 2018 den Rang einer Art. Sie wurde bisher nur in der vietnamesischen Provinz Quang Nam gefunden.[6]
- Aspidistra wujiangensis W.F.Xu & S.Z.He
- Aspidistra xilinensis Y.Wan & X.H.Lu: Dieser Endemit kommt nur im Xilin Xian im nordwestlichen Guangxi vor.[4]
- Aspidistra xuansonensis Vislobokov: Es gibt etwa zwei Varietäten:
  - Aspidistra xuansonensis var. violiflora Vislobokov
  - Aspidistra xuansonensis Vislobokov var. xuansonensis
- Aspidistra yingjiangensis L.J.Peng: Dieser Endemit gedeiht in Wäldern in Höhenlagen von 1500 bis 1600 Metern nur im Yingjiang Xian im westlichen Yunnan.[4]
- Aspidistra yunwuensis S.Z.He & W.F.Xu
- Aspidistra zinaidae Aver. & Tillich
- Aspidistra zongbayi K.Y.Lang & Z.Y.Zhu: Sie gedeiht in Wäldern in Höhenlagen von etwa 1200 Metern in Sichuan.[4]

## Nutzung
Aus der Gattung Aspidistra wird vor allem eine Art häufiger als Zierpflanze verwendet: Aspidistra elatior ist eine robuste Zierpflanze für Parks und Gärten in frostfreien Gebieten; sie ist eine robuste Zimmerpflanze mit dunkelgrünen, lederigen, glänzenden Blättern. Sie kommt auch mit niedrigen Temperaturen, Zugluft und wenig Licht gut zurecht und wurde deshalb früher oft zur Dekoration in Ladengeschäften aufgestellt (Schusterpalme oder Metzgerpalme). Auch als Schnittgrün wird sie für Floristen angeboten. Schusterpalmen sind trotz ihrer Robustheit nicht mehr leicht erhältlich, da sie als altmodisch gelten. In Mode kam sie, als Privathaushalte zunehmend mit Gas beleuchtet wurden. Das dabei entstehende Ethylen sorgt als Phytohormon u. a. für die Reifung von Früchten, aber auch für den Blätterabwurf. Da Aspidistra elatior immun gegen diese Effekte ist, wurde sie zu einer beliebten Hauspflanze.
George Orwell hat die seinerzeit oft in Büros oder Häusern der Mittelklasse in England anzutreffende Pflanzenart satirisch behandelt in seinem Roman „Keep the Aspidistra Flying“ (1936, deutsch: „Die Wonnen der Aspidistra“, 1997 verfilmt). Englische Trivialnamen sind: „iron plant“, „barroom plant“, „cast-iron plant“.

## Weiterführende Literatur
- Khang Sinh Nguyen, Leonid V. Averyanov, Hans-Jürgen Tillich, Thi Mai Linh Le, Tien Hiep Nguyen: Aspidistra babensis (Asparagaceae), a New Species from Northern Vietnam. In: Annales Botanici Fennici, Volume 57, Issue 1–3, 2020, S. 17. doi:10.5735/085.057.0103
- Leonid V. Averyanov, Khang Sinh Nguyen, Hoang Thanh Son, Hans‐Jürgen Tillich, Tatiana V. Maisak: New taxa and taxonomic notes in Aspidistra (Convallariaceae s.s.) of Laos and Vietnam. In: Nordic Journal of Botany, Volume 37, Issue 7, 2019. doi:10.1111/njb.02352
- Hans‐Jürgen Tillich, Leonid V. Averyanov: A critical survey of infraspecific taxa in the genus Aspidistra (Asparagaceae). In: Feddes Repertorium, Volume 129, Issue 3, 2018, S. 185–188. doi:10.1002/fedr.201800002
- Leonid V. Averyanov, Khang Sinh Nguyen, Hoang Thanh Son, Hans‐Jürgen Tillich, Bleddyn Wynn-Jones, Tatiana V. Maisak: New taxa and new records in Aspidistra (Convallariaceae s.s.) of Laos and Vietnam. In: Nordic Journal of Botany, Volume 38, Issue 9, September 2020. doi:10.1111/njb.02877
- Leonid V. Averyanov, Khang Sinh Nguyen, Bleddyn Wynn-Jones, Hans‐Jürgen Tillich, Tatiana V. Maisak, Van Dzu Nguyen: New species of Aspidistra (Convallariaceae s.s.) in the flora of Vietnam. In: Nordic Journal of Botany, Volume 38, Issue 12, Dezember 2020. doi:10.1111/njb.02932
- Leonid V. Averyanov, H.-J. Tillich: Notes on taxonomy and new taxa of Aspidistra (Ruscaceae) in the flora of Laos and Vietnam. In: Nordic Journal of Botany, Volume 35, Issue 1, 2016, S. 48–57. doi:10.1111/njb.01249
- Leonid V. Averyanov, Khang Sinh Nguyen, Hoang Thanh Son, H.-J. Tillich, Tatiana V. Maisak: New taxa and taxonomic notes in Aspidistra (Convallariaceae s.s.) of Laos and Vietnam. In: Nordic Journal of Botany, Volume 37, Issue 7, Mai 2019. doi:10.1111/njb.02352

- Karte mit allen verlinkten Seiten:
- OSM |
- WikiMap